# 有吉弘行
有吉弘行（日语：／ Ariyoshi Hiroiki，1974年5月31日—），日本搞笑藝人，廣島縣出生，隸屬太田製作。

## 經歷
1994至2004年為紅極一時的知名團體「猿岩石」的一員（另一位成員為森脇和成）。1996年因為綜藝節目《前進！電波少年》的其中一個單元開始於世界各地旅行，由香港靠搭便車橫越歐亞大陸，直到抵達目的地倫敦。剛開始並沒什麼人關注，直到他們經過印度後，突然人氣大增，半年後成功到達終點。
回日本後，猿岩石不但出唱片而得到唱片大賞新人獎，還參加紅白歌唱大賽。此外，還出書、接拍廣告等，十分受歡迎。2001年3月，一度跟橫山雄二組成「KEN-JIN BAND」，但合作很快結束。後來因為過度曝光，且熱潮已過而慢慢走下坡，2004年因為與搭檔森脇和成對未來的規劃不同，因而解散，之後森脇也離開演藝圈。解散後，有吉一度因為沒有工作而沒有收入，靠前輩鴕鳥俱樂部等人的鼓勵和援助度過。
在事業低迷的這段期間，有吉在搞笑的範疇中較受矚目的表現，是偶爾出演搞笑節目《内村プロデュース》(台譯：搞笑大挑戰）。該節目常有「大喜利」般的搞笑猜謎單元，出演該節目讓有吉開始有機會磨練諧星本業該有搞笑及談話的技術，有吉當時漸漸開花的「大喜利」才能，甚至為他贏得了一次整集節目為他量身訂造的特別企畫(雖然一開始因為擔心實力不夠而怯場拒絕)，儘管結果是有吉整集都以頭戴面罩示人。為了配合該節目，有吉有時候在逗人笑的單元中，擔任避免被逗笑的守方，但是常常與對方未正式面對面，就已經忍笑到無力。另外，在該節目偶爾進行的訪問諧星住家單元中，有吉會畫上舞台劇《貓》的臉妝，並且全身赤裸，突然地出現在諧星家裡浴室中洗澡，這樣的角色被稱為「貓男爵」。由於參與此節目，奠定了日後有吉再度翻紅的基礎，該節目主持人內村和固定來賓「夏日二人組」（さまぁ〜ず）被有吉視為恩人般的前輩，後來內村在《内村プロデュース》的延伸節目《内村さまぁ〜ず》中，對工作開始增加的有吉提出的建議「每件工作都要細心並全力以赴」（1つ1つの仕事を丁寧に全力でこなせ，差不多這時期，內村也才剛要擺脫不倫事件的影響而再度竄起），有吉謹記在心，並且借用來對自己的後輩提出建議。
2007年起以「毒舌王」路線，以對藝人與時事一針見血又帶趣味的諷刺與批評再度走紅，人稱「從地獄回來的男人」，「毒舌王」。
2012年3月、就任廣島縣觀光大使。
他在黃金傳說表示他個人是不上黃金傳說與電波少年的通告（因為他擔心他身體無法承受），但最後還是有參加過一次黃金傳說，在長野挑戰『靠吃自己捕獲的蜜蜂維生的0元生活三天兩夜』的傳說，挑戰的一開始，他對當地人吃蜜蜂的行為感到不以為然，然而在跟當地名人一起抓蜜蜂和吃下蜜蜂料理之後改觀而達成傳說。
2021年4月1日，與主播夏目三久结婚。2024年3月在廣播節目中宣布「小孩出生了」。

## 現時的電視節目

### 常規班底
- 男女糾察隊（朝日電視台）
- 漫步星期六 - 有吉君的正直散步（日语：有吉くんの正直さんぽ）（富士電視台）
- 櫻井·有吉 THE夜會（TBS） 主持人
- 有吉研讨会（日语：有吉ゼミ）（日本電視台）主持人
- 有吉基地（富士電視台ONE）主持人
- 松子&有吉假想天国（日语：マツコ&有吉 かりそめ天国）（朝日電視台）主持人
- 有吉quiz（日语：有吉クイズ）（朝日電視台）主持人
- 有吉ぃぃeeeee!そうだ!今からお前んチでゲームしない?（東京電視台）主持人
- 有吉のお金発見 突撃!カネオくん 2019年4月6日 - (NHK総合）主持人
- 有吉之壁 2020年4月8日 - (日本電視台) 主持人
- 有吉ジャポンII ジロジロ有吉 2020年7月4日 - (TBS）主持人

### 準班底
- 毒舌糾察隊（朝日電視台）

### 特別節目
NHK
- 第74回NHK紅白歌合戰
- 第75回NHK紅白歌合戰

日本電視台
- 日本電視台人氣節目No.1決定戰
- ぐるナイおもしろ荘（2013年1月1日・2015年1月1日・2016年1月1日・2017年1月1日・2018年1月1日・7月26日・2019年1月1日・2020年1月1日

TBS
- 猜謎☆正解一年後（2014年12月30日・2015年12月30日・2016年12月30日・2017年12月30日・2018年12月30日・2019年12月30日・2020年12月30日・2021年12月30日・2022年12月30日・2023年12月30日）
- 全明星後夜祭（2018年4月1日・10月6日・2019年4月7日）主持人

朝日電視台
- 有吉探險隊（2017年8月16日・12月27日・2018年3月21日）主持人
- 有吉Quiz（日语：有吉クイズ）（試播版，2020年1月9日・1月16日・4月16日・8月20日）

富士電視台
- 大富豪有吉
- 有吉的暑假（2013年9月7日・2014年9月6日・2015年9月18日・2016年9月3日・2017年9月2日・2018年9月1日・2019年9月7日）主持人

### 過去演出節目
常規班底
- 有吉反省會（日本電視台）主持人
- 有吉AKB共和國（TBS）主持人
- STAR☆DRAFT會議（日本電視台）
- 大走桃花99（TBS）
- 奶油濃湯猜謎 奇蹟9（朝日電視台）
- 成為大人之門TV（2012年4月5日 - 、NHK 教育）主持人
- 海王星與絢子的世界排行（日本電視台）
- Woman On The Planet（日本電視台）主持人
- KAT-TUN的世界第一糟糕之夜！（TBS） 主持人
- 松子和有吉的憤怒新黨（朝日電視台）主持人
- 猜謎☆明星名鑑（TBS）
- 有吉JAPON（TBS）主持人
- 有吉弘行のダレトク!?（關西電視台）主持人
- Hirunandesu!（日语：ヒルナンデス!）（日本電視台）週五
- 究極的○×猜謎SHOW!!超問!真實?說謊?（日本電視台）主持人
- 有吉×巨人 2019年3月28日 - 9月18日、2020年3月18日 - (日本電視台) 主持人

準班底
- 嘗試如果的綜藝節目 試試看！（朝日電視台）
- TUNNELS的託大家的福（富士電視台）
- ダチョ・リブレ「ばっかス」（朝日頻道）
- 都交給秋子吧！（TBS）

## 書籍
- 『オレは絶対性格悪くない!』（2008年9月、太田出版）
- 『怒りオヤジ 愛の説教BOOK』 （2009年3月、太田出版）
- 『竜兵会 僕たちいわばサラリーマンです。〜出世術のすべてがここに〜』（2009年4月、双葉社）
- 『嫌われない毒舌のすすめ』（2009年7月、KKベストセラーズ）
- 『お前なんかもう死んでいる プロ一発屋に学ぶ50の法則』（2010年6月、双葉社） 2012年4月、文庫化（双葉文庫）。
- 『毒舌訳 哲学者の言葉』（2012年4月、双葉社） 2013年5月、文庫化（双葉文庫）。
- 『現代用語のクソ知識』（2013年10月、双葉社）文庫、2015年

## 腳註
1. ↑  . 苹果日报（台湾）. 2021-04-02  [2021-04-02]. （原始内容存档于2021-09-18）.

## 外部連結
- 有吉弘行 公式プロフィール （页面存档备份，存于）
- 有吉弘行的X（前Twitter）
- 有吉弘行的Instagram帳戶
- ラジオ 有吉弘行のSUNDAY NIGHT DREAMER （页面存档备份，存于） - JFN Online
- 有吉弘行の部屋『聞き上手』 （页面存档备份，存于）
- 有吉弘行の馬鹿だからブログやってます，存于